# Antonio Estévez
Antonio Estévez (* 3. Januar 1916 in Calabozo/Guárico; † 26. November 1988 in Caracas) war ein venezolanischer Komponist.

## Leben
Estévez absolvierte von 1923 bis 1925 eine musikalische Ausbildung in Caracas, nach seiner Rückkehr nach Calabozo spielte er ab 1926 in der städtischen Kapelle das Flügelhorn. Ab 1930 studierte er in der Escuela de Música y Declamación Komposition bei Vicente Emilio Sojo und Klarinette bei Miguel Gallo. 1932 wurde er Mitglied der Militärkapelle von Caracas unter Pedro Elías Gutiérrez.
1934 wurde Estévez zweiter Oboist beim Orquesta Sinfónica de Venezuela. 1943 gründete er den Universitätschor der Universidad Central de Venezuela. Ab 1945 setzte er seine musikalischen Studien mit einem Stipendium des Erziehungsministeriums in Europa und den USA fort. 1949 erhielt er den Nationalpreis für Musik, 1954 den Premio Anual de Sinfónicas.
Ab 1961 hielt sich Estévez in England auf, ab 1963 in Paris, wo er am Office de Radio-Télévision Française unter Pierre Schaeffer wirkte. 1971 kehrte er nach Venezuela zurück und gründete dort das Instituto de Fonología Musical, das er bis 1979 leitete. 1987 wurde er erneut mit dem Nationalpreis für Musik ausgezeichnet und erhielt einen Ehrendoktortitel der Universidad de Los Andes.

## Werke
- Rocío
- El Jazminero estrellado
- Concierto para orquesta
- Cantata criolla nach einem Gedicht von Alberto Arvelo Torrealba, (1954)
- 17 piezas infantiles für Piano (1956)
- Cromovibrafonía (1967) und Cromovibrafonía múltiple (1972), multimediale Werke mit Jesús Rafael Soto